# Гимн Йошкар-Олы
«Песня о Йошкар-Оле» — песня композитора Андрея Эшпая на стихи Леонида Дербенёва, с 1997 года — официальный гимн Йошкар-Олы. Исполнитель гимна — певец Эдуард Хиль.

## История
Первое исполнение песни состоялось в октябре 1965 года в эфире 150-го выпуска передачи марийского радио «Вечерняя Йошкар-Ола». Журналисты передачи накануне юбилейного выпуска обратились к известному марийскому композитору А. Я. Эшпаю с идеей заменить звучащую в программе песню на новую. Откликнувшись на идею, композитор попросил своего друга и поэта Л. Дербенёва написать текст песни. Прозвучав в эфире, песня понравилась слушателям. Эшпай попросил певца Эдуарда Хиля записать песню, в его исполнении она стала популярной в СССР.
В качестве официального гимна песня утверждена IV сессией Йошкар-Олинского городского Собрания 24 января 1997 года.

## Текст
На земле не счесть

Городов больших

И за целый год

Не объехать их.

Но в любом краю

Об одном всегда я пою:

Припев:

Йошкар-Ола,

Я вижу вновь

Над весенней Кокшагой мосты.

Йошкар-Ола,

Земля отцов,

Навсегда у меня в сердце ты.

И тебя вдали

Добрый город мой,

Вспоминаю я,

Словно дом родной.

Пусть летят года,

Я твой верный сын навсегда!

Припев.
— Приложение № 2 к уставу города